# Nicolas Jean-de-Dieu Soult
Nicolas Jean-de-Dieu Soult, 1:e hertig av Dalmatien, född 29 mars 1769, död 26 november 1851, var en fransk militär och en av Napoleons främsta marskalkar.

## Biografi
Nicolas Soult var son till en bagare. Han lät värva sig till armén redan vid 16 års ålder (1785), i regementet Royal-infanterie. Han tjänstgjorde i Rhenarméns generalstab med utmärkelse i kampanjerna 1792 och 1793. Efter att han till stora delar lett de taktiska rörelserna vid general 
François Joseph Lefebvre division i slaget vid Fleurus utnämndes han till brigadgeneral 1794. De följande åren stred han i Tyskland.
1799 befordrades Soult till divisionsgeneral och under André Massénas högsta befäl slog han ner upproret i de schweiziska kantonerna och bidrog väsentligt till segern vid Zürich. 1800 blev han tillfångatagen av österrikarna vid ett av utfallen under Genuas belägring. Efter att han frigetts efter slaget vid Marengo fick han först befälet i kungariket Neapel och blev 1803 chef för lägret vid Boulogne.
19 maj 1804 var Soult en av de 18 personer som utnämndes till marskalk av Frankrike av kejsar Napoleon I. Den 2 december 1805 ledde han Napoleons reserv, som befälhavaren för stora arméns 4:e kår, och anförde den attack som krossade den rysk-österrikiska centern i slaget vid Austerlitz.
I fälttågen 1806–1807 utmärkte han sig ytterligare i flera slag och blev 1807 utnämnd till hertig av Dalmatien. Mellan 1808 och 1811 förde Soult befäl i Spanien och kämpade bland annat mot engelsmännen under hertigen av Wellington och spanska gerillastyrkor. 1808 segrade han vid Burgos, tvingade engelsmännen att skeppa in sig i Coruna och ryckte kort därefter in i Portugal samt erövrade Oporto 1809. På grund av ett dröjsmål, troligen framkallat av hans egna ärelystna planer på att lägga beslag på Portugals krona, blev han dock slagen av engelsmännen under Wellington och tvingades att återvända till spanskt territorium. Genom sin flankmarsch till Plasencia och Almaraz tvingade han kort därefter Wellington att i sin tur lämna Spanien, trots dennes framgång med det oavgjorda slaget vid Talavera mot konung Joseph Bonaparte. 1810 kuvade Soult Andalusien, där dock Cádiz belägrades utan framgång. 1811 gjorde han ett nytt angrepp mot Portugal för att understödja Masséna, erövrade 
Badajoz och stred mot engelsmännen i det blodiga men oavgjorda slaget vid Albuera. Efter Wellingtons seger över Auguste de Marmont i slaget vid Salamanca 1812 och Madrids fall blev Soult tvungen att utrymma Andalusien, men när han efter en skicklig reträtt mot Valencia slagit sig ihop med kung Josephs styrkor, drev han ut engelsmännen från Madrid och tvingade Wellington att ännu en gång dra sig tillbaka till Portugal.
På grund av konflikter med kung Joseph blev han i början av 1813 hemkallad, deltog i vårfälttåget i Sachsen, där han förde befäl i slaget vid Bautzen. Efter nederlaget i slaget vid Vitoria i juni 1813, där Spanien gick förlorat för fransmännen, skickades han åter med oinskränkt befäl till spanska gränsen och försvarade sedan i många månader med storstrategisk skicklighet södra Frankrike mot den betydligt överlägsne Wellington, ända tills han efter slaget vid Toulouse i april 1814 och beskedet om Napoleons abdikation slöt stillestånd med Wellington och erkände Ludvig XVIII.
Även som Soult var en skicklig fältherre och en framstående administratör, var han mycket vacklande i sin politiska hållning. Efter att ha varit restaurationens krigsminister 1814-1815, övergick han under de hundra dagarna 1815 till Napoleon och deltog som generalstabschef i slaget vid Waterloo 1815. Efter Paris fall 1815 flydde han dock.
1819 återkom han ur den landsflykt som han dömts till och som han tillbringat i Düsseldorf. Han fick på nytt sin marskalksvärdighet 1820 och
utnämndes 1827 som ivrig rojalist till pär och 1830 som orléanist till krigsminister och senare ministerpresident. I detta ämbete kvarstod han till 1834. 1838 reste han som utomordentligt sändebud till kröningen av drottning Viktoria av Storbritannien, där han som Wellingtons tidigare motståndare hälsades med stor entusiasm. Han var 1840-47 ministerpresident och krigsminister, varefter han på grund av hög ålder och vacklande hälsa drog sig tillbaka.
Soult utnämndes 27 september 1847 av kung Ludvig Filip I till generalmarskalk (Maréchal général des camps et armées du roi).
Soult är den mest framstående av Napoleons marskalkar och den ende som självständig härförare uppfattat och tillämpat Napoleons idéer, även om politiska skäl orsakade att han i sitt hemland inte blev så känd och uppskattad som av sina tidigare motståndare. Som krigsminister genomförde han 
flera viktiga reformer samt genomförde Paris befästning, även han inte tilläts utföra detta i enlighet med sina egna modernare idéer.